# Leif Jenssen
Leif Gøran Jenssen (Fredrikstad, 19 marzo 1948) è un ex sollevatore norvegese, campione olimpico che ha gareggiato nelle categorie dei pesi medi (fino a 75 kg.) e dei pesi massimi leggeri (fino a 82,5 kg.).
Ha partecipato a tre edizioni dei Giochi Olimpici.

## Carriera
Jenssen iniziò a sollevare pesi nel 1965 e appena tre anni dopo partecipò alle Olimpiadi di Città del Messico 1968 nella categoria dei pesi medi, che erano valide anche come campionato mondiale, classificandosi al 14º posto finale con 405 kg. nel totale di tre prove.
Nel 1970 ottenne il suo primo risultato importante a livello internazionale, vincendo la medaglia d'argento ai campionati mondiali di Columbus con 455 kg. nel totale, alle spalle del campione olimpico sovietico Viktor Kurencov (462,5 kg.).
L'anno successivo vinse la stessa medaglia ai campionati mondiali di Lima con 467,5 kg. nel totale, battuto dall'altro sovietico Vladimir Kanygin (477,5 kg.).
Nel 1972 Jenssen passò alla categoria superiore dei pesi massimi leggeri e, nel mese di maggio, partecipò ai campionati europei di Costanza, vincendo la medaglia d'argento con 505 kg. nel totale, dietro al sovietico campione del mondo Boris Pavlov (512,5 kg.). Qualche mese dopo riuscì a vincere la medaglia d'oro alle Olimpiadi di Monaco di Baviera 1972 con 507,5 kg. nel totale, battendo il polacco Norbert Ozimek (497,5 kg.) e l'ungherese György Horváth (495 kg.), con il sovietico Pavlov, campione mondiale ed europeo in carica, che non riuscì a concludere la gara, fallendo clamorosamente i tre tentativi di ingresso nella prova di distensione lenta. In quella edizione la competizione olimpica era valida anche come campionato mondiale.
Nel 1974 Jenssen vinse un'altra medaglia d'argento ai campionati mondiali di Manila con 350 kg. nel totale di due prove, stesso risultato del vincitore, il bulgaro Trendafil Stojčev, dopo che la IWF aveva eliminato la prova di distensione lenta già dall'anno precedente.
Nel 1976 Jenssen partecipò alle Olimpiadi di Montréal, nelle quali fu il portabandiera della squadra olimpica norvegese, non riuscendo però a concludere la gara avendo fallito i tre tentativi di ingresso nella prova di strappo.
Durante la sua carriera agonistica Jenssen stabilì un record del mondo nella prova di strappo.